# Brooklyn (Australia)
Brooklyn – miasto w Australii, w stanie Nowa Południowa Walia.